# 타밈 빈 하마드 알사니
샤이크 타밈 빈 하마드 빈 할리파 빈 하마드 빈 압둘라 빈 자심 빈 무함마드 알사니(1980년 6월 3일 ~ , 아랍어: تميم بن حمد بن خليفة بن حمد بن عبد الله بن جاسم بن محمد آل ثاني)는 카타르의 현 국왕(재위: 2013년 6월 25일 ~ 현재)이다. 그의 손쓰임은 왼손잡이이다.

## 생애

### 어린 시절
타밈 빈 하마드 알사니는 1980년 카타르 도하에 태어나, 1997년 영국 셔번 스쿨(Sherborne School)을 졸업한 뒤 1998년 영국 샌드허스트(Sandhurst) 육군사관학교를 졸업했다. 2005년 1월에 결혼했다. 그리고 청소년 대표팀으로도 활약했을 정도로 테니스 실력이 뛰어나다.

### 이후의 생애
2000년 12월부터 카타르 올림픽 위원회 위원장을 맡아왔으며, 2006년 도하 아시안 게임 당시 조직위원장을 맡아 아시안게임을 성공적으로 개최해 지도자로서의 능력을 인정받았다. 2002년에는 국제 올림픽 위원회(IOC, International Olympic Committee) 위원에 당선되었으며, 2003년 8월에는 왕세자로 책봉되었다.
원래는 3남인 자심(Jassim) 왕자가 왕세자였으나 셰이크 하마드 빈 할리파 알사니(Sheikh Hamad bin Khalifa Al-Thani) 국왕은 국정보다는 자유분방한 생활에 더 몰두하던 자심 왕세자 대신 4남인 타밈 왕자로 왕세자를 교체하였다.
2002년 10월에는 2002년 부산 아시안 게임 폐막식에 참석하기 위해 대한민국을 방문했으며, 2009년 5월에는 공식 초청으로 대한민국을 방문하였다. 여담으로 다음 대회 개최지가 도하, 즉 카타르 도하였다.

### 카타르 아미르
이후 아버지 하마드 빈 할리파 알사니가 아미르에서 퇴위하자, 이후 2013년 6월 25일에 카타르의 아미르로 즉위했다. 즉위 당시 나이가 만 33살로, 매우 젊은 나이에 즉위했다.
2019년 1월에 대한민국을 방문해 문재인 대통령과 정상회담을 했다.
2022년 FIFA 월드컵의 거의 대부분의 경기를 직관했으며 2022년 FIFA 월드컵 결승전에서 아르헨티나 축구 국가대표팀이 프랑스 축구 국가대표팀을 이기고 우승하자 시상식에서 리오넬 메시에게 카타르의 왕족만 입을 수 있는 금장 비슈트(BISHT)를 직접 입혀줬다.
2023년 10월에 대한민국 대통령 중 처음으로 카타르를 국빈 방문한 윤석열 대통령과 정상회담을 했다.